# Szumin
Szumin (d. Szumin-Wywłoka) – wieś w Polsce położona w województwie mazowieckim, w powiecie węgrowskim, w gminie Łochów. Ma status sołectwa.
| SIMC    | Nazwa             | Rodzaj    |
| ------- | ----------------- | --------- |
| 0679240 | Szumin Poduchowny | część wsi |
| 0679256 | Wywłóka           | część wsi |

W pobliżu wsi znajduje się rozległe starorzecze Bugu. Jest ono bardzo atrakcyjne pod względem wędkarskim i turystycznym.
W latach 1975–1998 miejscowość administracyjnie należała do województwa siedleckiego.
Wierni kościoła rzymskokatolickiego należą do parafii św. Stanisława Kostki w Jerzyskachlub do parafii Wniebowzięcia NMP w Kamieńczyku nad Bugiem.

## Dom Zofii i Oskara Hansenów
We wsi znajduje się dom Zofii Garlińskiej-Hansen i Oskara Hansena. Drewniany budynek zlokalizowany nad Bugiem od 2014 r. był pod opieką Muzeum Sztuki Nowoczesnej w Warszawie, a w 2017 r. został przekształcony w jego oddział, skupiony na zachowaniu spuścizny po architektach, w szczególności manifestu Formy Otwartej. Wnętrze budynku oraz otaczający go ogród udostępnione są do zwiedzania.